# Desarrollo de The Elder Scrolls IV: Oblivion

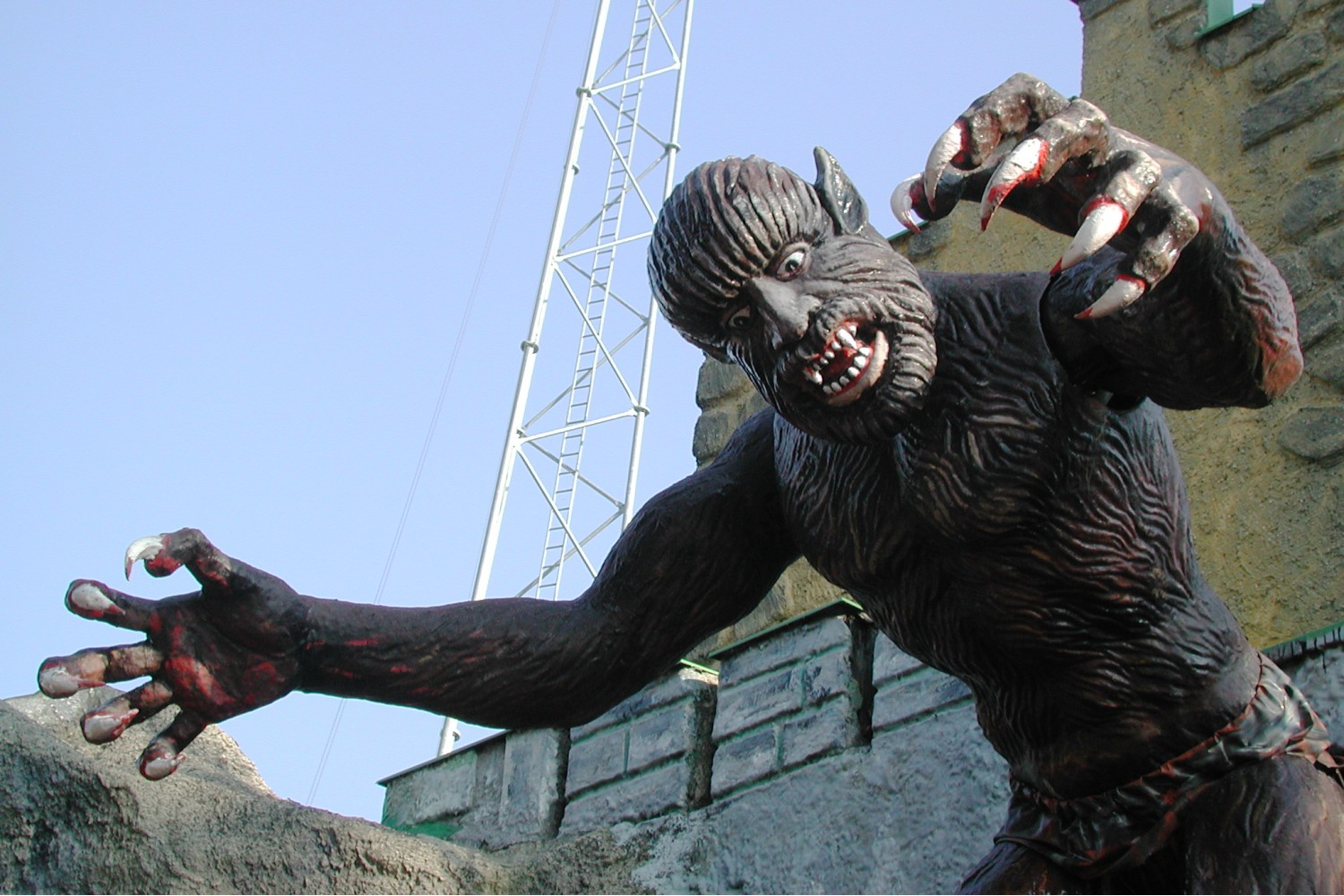
Oblivion se caracteriza por la embarcación en un mundo medieval lleno de bestias místicas y monstruos que se encuentran a lo largo de la historia.

El desarrollo de The Elder Scrolls IV: Oblivion se inició en 2002, inmediatamente después de que su predecesor, The Elder Scrolls III: Morrowind, fuera lanzado. Los rumores de una secuela a Morrowind comenzaron a circular en junio de 2004; posteriormente, el título de la continuación fue anunciado el 10 de septiembre de 2004. Oblivion fue desarrollado por Bethesda Softworks, y los lanzamientos originales para Xbox 360 y computadora personal (PC) fueron publicados por Bethesda y la subsidaria de Take-Two Interactive, 2K Games. De acuerdo a entrevistas hechas al equipo de Bethesda, la relación entre publicador y desarrollador —una de las pocas relaciones independientes en la industria— funcionó adecuadamente, por lo que Bethesda no estuvo sujeta a propuestas corporativas excesivas. Originalmente programado para ser lanzado el 22 de noviembre de 2005 de forma paralela al lanzamiento de la consola Xbox 360, Oblivion se retrasó en su lanzamiento al 21 de marzo de 2006, para las computadoras Windows y Xbox 360.
Los desarrolladores de Oblivion se centraron en ofrecer una historia más estricta, con pocas misiones de relleno y más desarrollo en los personajes. Los desarrolladores trataron de hacer que la información en el mundo de juego fuera más accesible a los jugadores, haciendo el juego más fácil de tomar y jugar. Oblivion mostró una mejorada IA (cortesía de la propietaria de Bethesda, Radiant AI), mejorando la física (cortesía de la ingeniería física de Havok), y mejorando los gráficos, aprovechando la avanzada iluminación y las rutinas de sombreado del High Dynamic Range (HDR) y la especularidad.